# Confetti TiVi

Logo des Programmfensters

Älteres Logo des Kinderprogramms

Confetti TiVi war das von 1994 bis 2008 vormittags laufende Kinderprogramm des öffentlich-rechtlichen österreichischen Fernsehkanals ORF 1.

## Geschichte
1994 wurde Confetti TiVi als eine geschützte, mit eigenem Logo versehene werbe- und gewaltfreie Sendefläche für Kinder konzipiert. Am 11. April 1994 wurde die erste Sendung ausgestrahlt. Am 12. September 2008 wurde die letzte Sendung ausgestrahlt.
Zu Beginn wurde das gesamte Programm im Studio 3 des ORF-Zentrums produziert. Im Oktober 1998 bekam „Confetti TiVi“ ein neues „Zuhause“ in der „Confetti Town“ in der Filmstadt Wien am Rosenhügel, in welcher ab Jänner 2004 Act Media mit der Produktion beauftragt war. Jahrzehntelange Dauerbrenner wie Kasperl oder 1, 2 oder 3 fanden genauso ihren Platz wie Thomas Brezinas Kultsendung Tom Turbo, Kids 4 Kids oder die Confetti-News, eine Nachrichtensendung für junge Zuschauer, die immer von zwei Kindern moderiert wurde. 1995 wurde der erste Kiddy Contest ausgestrahlt, eine Castingshow für Kinder und Jugendliche, die aktuelle Pop-Songs, jedoch mit anderen Texten nachsingen.
Nicht zu vergessen ist Confetti on Tour, bei der die ORF-Crew samt ihren Maskottchen und Moderatoren jeden Sommer durch ganz Österreich und Südtirol als „10. österreichisches Bundesland“ tourte.
Die Zielgruppe der Sendungen waren Kinder zwischen 4 und 15 Jahren. Ab Jänner 2004 stand neben Level 5 (2004–2006), der interaktiven Gameshow für österreichische Schulklassen, und Zirkus um Confetti, der Puppenserie für die Jüngsten, auch der Forscherexpress, eine Serie von Kinderbuchautor Thomas Brezina, auf dem Programm; in letzterer Sendung wurden Kinder angeregt, mit Hilfe von Experimenten die Welt zu entdecken. Brezina hatte ab 2006 auch eine Spielshow für junge Zuschauer, die Sendung Drachenschatz, die an Wochentagen ausgestrahlt wurde.
Ab 2005 regte eine neue Sendung zum Lesen an: Erich Schleyer stellte in der Sendung Der schiefe Turm jede Woche Bücher für junge Leser vor.
Das Programm wurde mit dem 13. September 2008 eingestellt und durch ein neues Sendeformat mit dem Namen Okidoki ersetzt.

## Maskottchen von Confetti TiVi
Die Maskottchen von Confetti TiVi sind Menschenhandpuppen, da in den frühen 1990er Jahren die meisten Kinderprogramme wie Bim Bam Bino von Stoffpuppen moderiert wurden. Die Puppen wurden von Stefan Gaugusch entworfen.
Confetti, dessen Namen das Programm trug, ist ein freches, gelbes Wesen mit grünen Haaren, der in Blödelwedelhausen wohnt.
Er mag zwischen neun und zehn Jahre alt sein. Er hat grüne Haare, weil er sich die Haare mit Spinat wäscht – essen mag er ihn lieber nicht.
Confetti ist wie ein schlecht erzogenes Kind: ein Besserwisser, und vor allem stur. Aber in einer verkehrten Welt wie dieser muss man als Kind wohl ein bisschen stur sein, um nicht ganz unterzugehen.
Confetti mag einfache Speisen, vor allem Kekse, und am liebsten isst er mit seiner Oma, weil er ihre Kekse bekommen kann. Am tollsten findet der grünhaarige Kinderstar die Musik auf seiner Confetti-CD, zu der er zuhause gerne tanzt.
Rolf Rüdiger, sein Freund, ist ein Rattenherr, dessen Sternzeichen die bärtige Kellerassel ist. In der Folge der Radiosendung „WOW – Die Radio Wien Rätsel Show mit Robert Steiner“ vom 7. Dezember 2008 verrät Rolf Rüdiger, dass er auch einen Nachnamen hätte und zwar: „ORF“. Im Laufe der Sendung ergänzte er dann auf: Rolf Rüdiger Wrabetz-Orf. Er liebt Käse über alles und würde für ein Käsebrot sogar seine Oma verkaufen. Er ist ein großer Fan von Gustav Mahler und ist in eine Rättin aus dem 5. Stock heimlich verliebt. Seine Lieblingsfigur in der Geschichte ist der Rattenfänger von Hameln. Sein Motto lautete: „Mit einer Ratte an Bord wird Confetti TiVi nicht so schnell sinken.“

## Moderatoren
| - Robert Steiner - Elmer Rossnegger - Kati Bellowitsch - Thomas Brezina - Erich Schleyer - Georg Urbanitsch - Nina Saurugg | - Sybille Ebner - Andreas Seidl - Nina Moghaddam - Edith Rolles - Marcus Ganser - Ulla Pilz - Alena Luef |

## Sendungen
| - 1, 2 oder 3 (wurde von Okidoki übernommen) - Calimero - Close Up - Der schiefe Turm - Die Schlümpfe (wurde von Okidoki übernommen) - Drachenschatz (wurde von Okidoki übernommen) - Finger Tips - Forscherexpress (wurde von Okidoki übernommen) - Helmi (wurde von Okidoki übernommen) | - Kasperltheater (wurde von Okidoki mit neuem Namen „Servus Kasperl“ übernommen) - Kiddy Contest (wurde von Okidoki übernommen) - Miniversum (wurde von Okidoki übernommen) - Confetti-News - Tom Turbo (wurde von Okidoki übernommen) - Zirkus um Confetti - Samstags Spiel | - Level 5 - Rätselburg (wurde von Okidoki übernommen) - Confetti Town - Town Trophy - Elmers beste Reste - Kids4Kids |